# Kokemäenjoki
Kokemäenjoki je řeka v jihozápadní části Finska (provincie Satakunta a Pirkanmaa). Je přibližně 200 km dlouhá. Povodí má rozlohu 27 100 km², z čehož připadá 12 % na jezera.

## Průběh toku
Řeka odvádí vodu ze systému jezer v západní části Jezerní planiny do Botnického zálivu. Na řece se vyskytují peřeje.

## Vodní stav
Průměrný průtok činí přibližně 220 m³/s. Maxima dosahuje na jaře. Od začátku prosince do konce dubna je zamrzlá.

## Využití
Využívá se na splavování dřeva a na některých úsecích slouží i lodní dopravě. Na řece byla vybudována vodní elektrárna. V povodí leží město Tampere a v ústí Pori.